# Леннокс-Бойд, Саймон, 2-й виконт Бойд из Мертона
Саймон Дональд Руперт Невилл Леннокс-Бойд, 2-й виконт Бойд из Мертона (англ. Simon Donald Rupert Neville Lennox-Boyd, 2nd Viscount Boyd of Merton; род. 7 декабря 1939) — британский наследственный пэр и бывший член Палаты лордов.

## Биография
Родился 7 декабря 1939 года. Старший сын Алана Леннокса-Бойда, 1-го виконта Бойда из Мертона (1904—1983), и леди Патрисии Флоренс Сьюзан Гиннесс (1918—2001), дочери Руперта Гиннеса, 2-го графа Айви.
Лорд Бойд получил образование в Итонском колледже и окончил колледж Крайст-Черч, Оксфорд, в 1962 году, получив степень бакалавра искусств, а в 1966 году — степень магистра искусств. Он был заместителем председателя Arthur Guinness & Sons с 1981 по 1986 год.
24 июля 1962 года Саймон Леннокс-Бойд женился на Элис Мэри Клайв (род. 24 марта 1942), дочери военного Мейси Клайва и писательницы леди Мэри Клайв. У супругов было четверо детей:
- Достопочтенная Шарлотта Мэри Леннокс-Бойд (род. 16 апреля 1963), в 1992 году она вышла замуж за Чарльза Митчелла, от брака с которым у неё было трое детей.
- Достопочтенный Бенджамин Алан Леннокс-Бойд (род. 21 октября 1964), в 1993 году он женился на Шелии Мэри Маргарет Уильямс, от брака с которой у него было трое детей. Он является наследником 2-го виконта, а его сын Алан Джордж Саймон Леннокс-Бойд (род. 11 марта 1993) является наследником наследника, названным в честь его прадеда.
- Достопочтенный Эдвард Джордж Леннокс-Бойд (род. 30 марта 1968), в 1994 году он женился на Тамсин Хиченс, от брака с которой у него было трое детей. Он изменил свое имя по акту о наследовании на Эдвард Джордж Клайв 24 ноября 1999 года/
- Достопочтенная Филиппа Патрисия Леннокс-Бойд (род. 12 марта 1970), в 1998 году она вышла замуж за Патрика Спенса, 4-го барона Спенса, от брака с которым у неё было трое детей.

8 марта 1983 года после смерти своего отца Саймон Леннокс-Бойд унаследовал титул 2-го виконта Бойда Мертонского, став членом Палаты лордов Великобритании. 11 ноября 1999 года после реформирования Палаты лордов виконт Бойд Мертонский лишился своего места в верхней палате парламента.
Лорд Бойд из Мертона жил в замке Инс в Корнуолле до 2018 года, когда он был продан.